# Kaple svatého Kříže (Karlštejn)
Kaple svatého Kříže je ústřední posvátný prostor hradu Karlštejna, nacházející se ve druhém patře Velké věže, kde se uchovávaly říšské a později české korunovační klenoty. Na stěnách visí jedinečná sbírka 129 gotických deskových obrazů světců a světic. Kaple svatého Kříže byla původně zvaná kaple Utrpení Páně a jeho Znamení, jakož i všeho vojska nebeského.

## Historie a význam
Kaple sloužila jako pokladnice korunovačních klenotů, posvátných symbolů Svaté říše římské a od roku 1419 i českého království. Mimo to sloužila jako rozsáhlá Karlova sbírka a úschovna ostatků svatých, z nich nejznámější je ostatkový kříž.
Kaple byla dokončena a vysvěcena druhým pražským arcibiskupem Janem Očkem z Vlašimi roku 1365 a zachovala se v téměř nedotčeném stavu. Vysvěcením byl stanoven i význam kaple, který později ovlivnil výzdobu interiéru a přilehlých prostor věže. Přístup do ní byl velmi omezen, pouze dvakrát do roka se zde konaly mše, které sloužil pražský arcibiskup nebo karlštejnský děkan. Dnes je kaple ceněna také díky umělecké výzdobě v podobě obrazů. Ty restauroval v 60. letech 20. století B. Slánský. V galerii světců a světic, „nebeského vojska“, jsou zastoupeny nejrůznější stavy a národy světa, mezi světci je i svatý Mořic, zobrazený jako černý Afričan.

## Popis

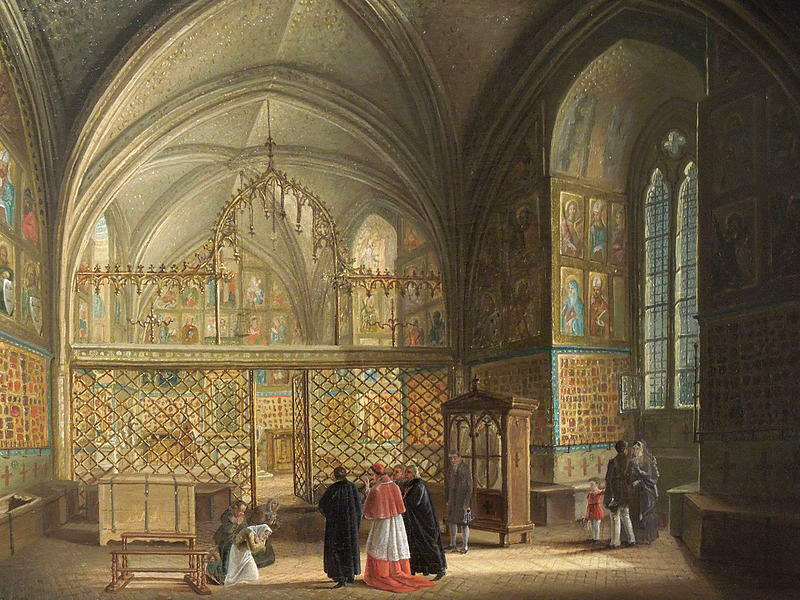
Kaple svatého Kříže na obraze Ludvíka Kohla

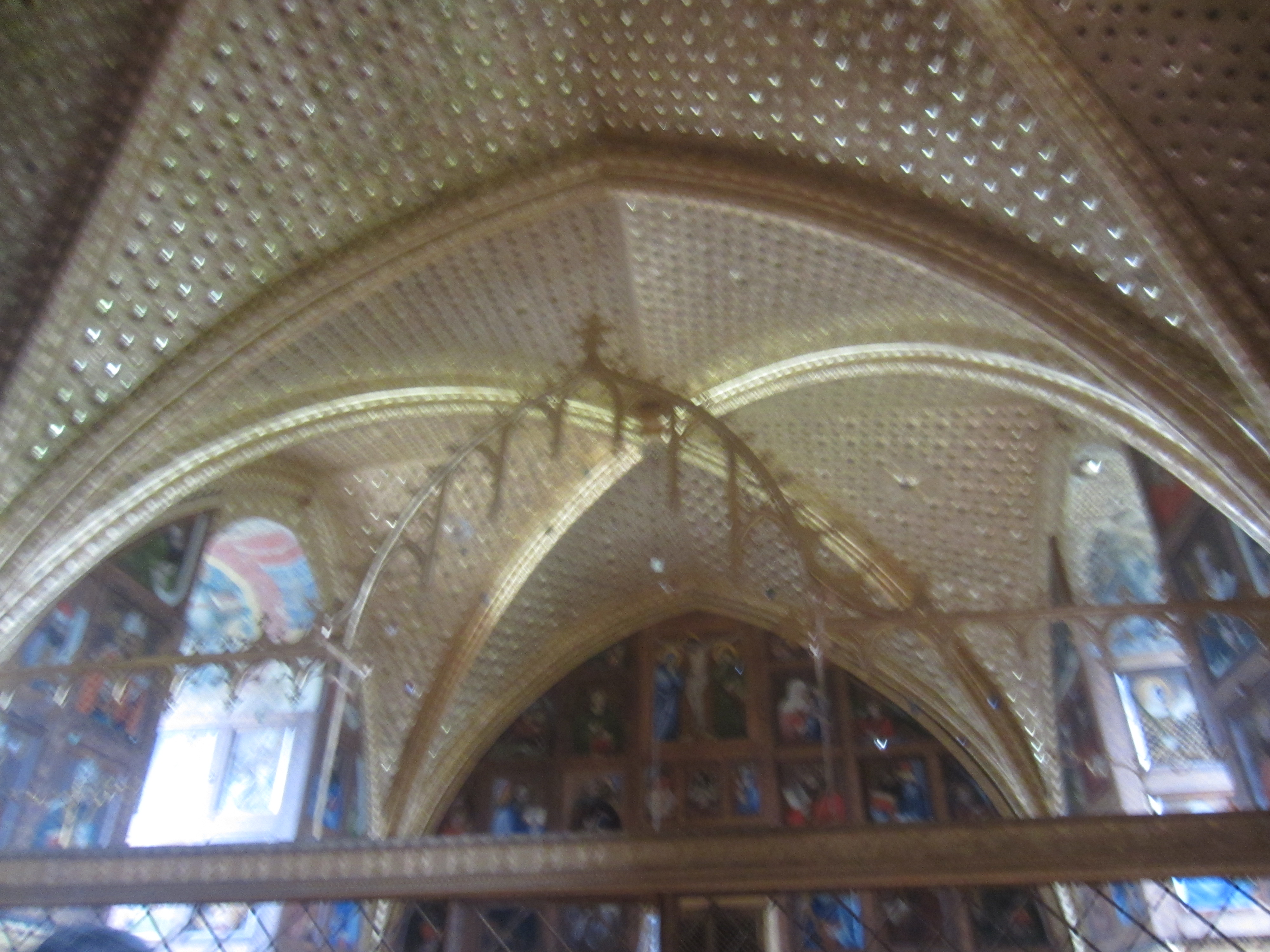
Klenba

Obdélníková kaple o rozměrech asi 9 × 15 metrů zabírá celý půdorys druhého patra věže, přístup je točitým schodištěm v síle jižní stěny do malé chodbičky, která je sekundárně osvětlena přes vřeteno schodiště.
Čtvery plátované dveře mají devět zámků a nad kaplí je prostor pro zvláštní stráž. Portál vede do klenutého prostoru, který je sklenut do dvou polí křížové klenby s profilovanými žebry, přičemž hrušková žebra sbíhají přímo do jehlancovitě ukončených polygonálních přípor s jednoduchým soklem, nacházejícím se metr nad podlahou. Hruškové profily žeber se nad patkami zčásti přetínaly a ve vrcholu se nacházely velké kruhové svorníky, přičemž přední měl uprostřed otvor. Klenba je posázena skleněnými čočkami, jež znázorňují hvězdy, většími čočkami Slunce a Měsíce a celá pozlacena. Navozuje tak atmosféru nebeské sféry, kde přebývá Bůh, Kristus a svatí. Klenební žebra i přípory mají na sobě tlustou vrstvu zlaceného štuku s ornamenty. Kaple má čtyři okna s (novými) kružbami, zčásti zasklená polodrahokamy, uzavřena tabulkami z křišťálu s vloženými kříži z křemene nažloutlé barvy a ve špaletách jsou fresky z života Kristova (kolem 1360).
Jak vypadal hlavní a také jediný oltář v kapli, nevíme, jelikož se dochoval pouze dřevěný podstavec na svícny. Světlo kapli přinášelo kromě svíček i tři lampy ve tvaru komolých jehlanů s dřevěnou kostrou a výplní z křišťálu. Prostřední sloužila jako věčné světlo. Prostor kaple je v polovině rozdělen kovanou zlacenou mříží s drahokamy na dvě části. První, vstupní prostor, byl lodí, druhý, zadní, presbyterium. V severní stěně je sanktuář a nad ním trojdílný obraz Panny Marie, sv. Václava a sv. Palmácia od Tomáše z Modeny z téže doby. Dolní část stěn je obložena leštěnými polodrahokamy z Krušnohoří (z Ciboušova a Drážďan) převážně v rudé barvě, malta mezi nimi je pozlacena a zdobí ji kromě různých ornamentů i Karlův monogram – písmeno K s korunou, nebo říšský a český znak. Horní části stěn pokrývá galerie 129 deskových obrazů (původně 130, jeden se nedochoval) světců, světic a biblických proroků, uprostřed jsou obrazy Ukřižování a Bolestný Kristus, všechny z dílny dvorního malíře Mistra Theodorika. Zlacené tyče ze železa zdobily spodní pásmo kolmými hroty a tepanými liliemi. V okolí okenních výklenků byly dřevěné malované lišty se zlatým puncováním, které chránily společně s železnými tyčemi s kolmými ostny křehké okraje obkladu. V presbyteriu ukončovaly dřevěné lišty štíhlé kalichové hlavice ze zlaceného štuku, pokryté svazky akantových listů. V čelní velmi silné zdi obrácené k severu a Kněží hoře se nad oltářem nacházel čtverhranný výklenek v profilovaném rámu a vedle něj na pravé straně sanktuárium v plastickém rámu.

## Umělecká výzdoba

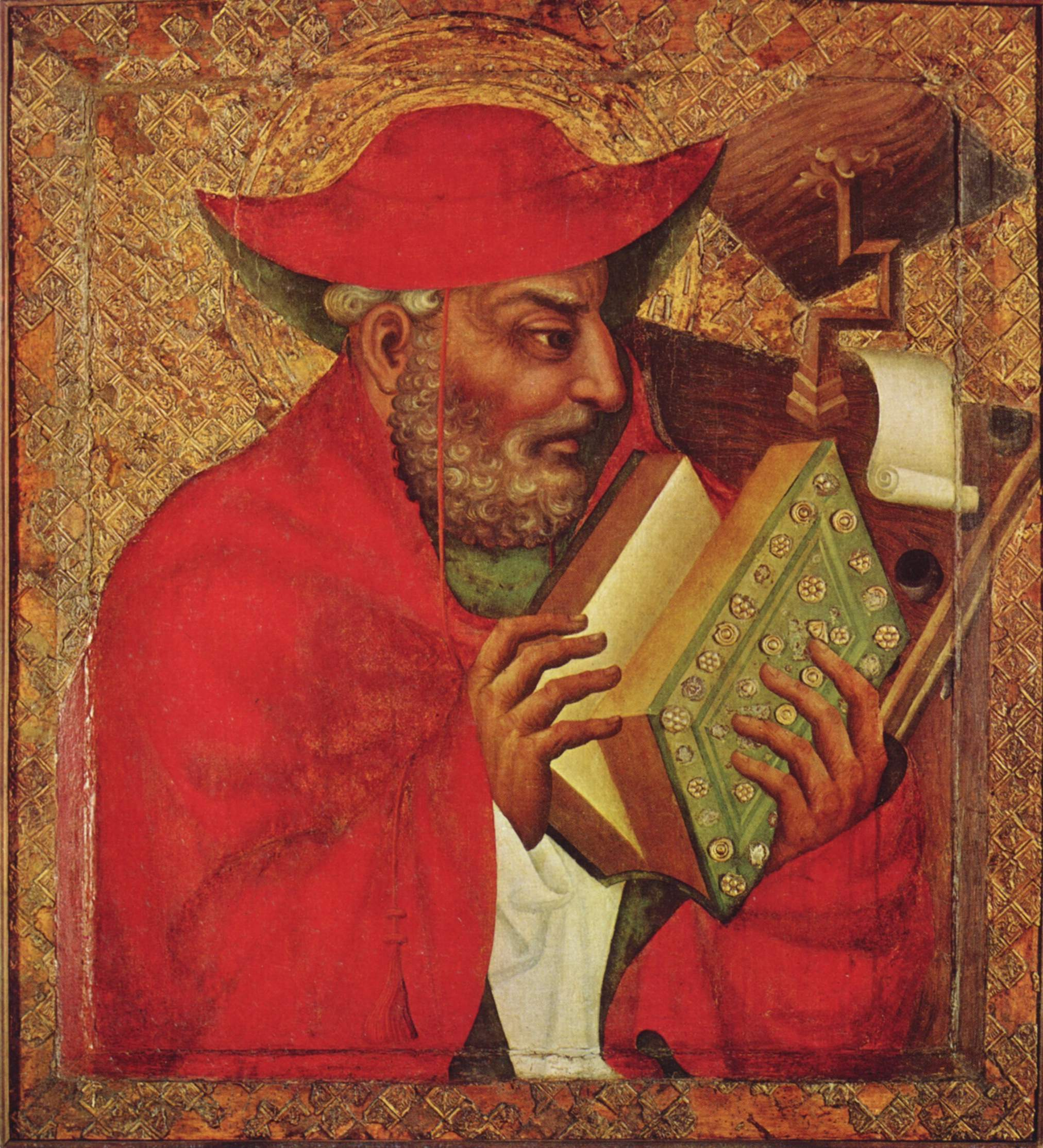
Obraz svatého Jeronýma od Mistra Theodorika

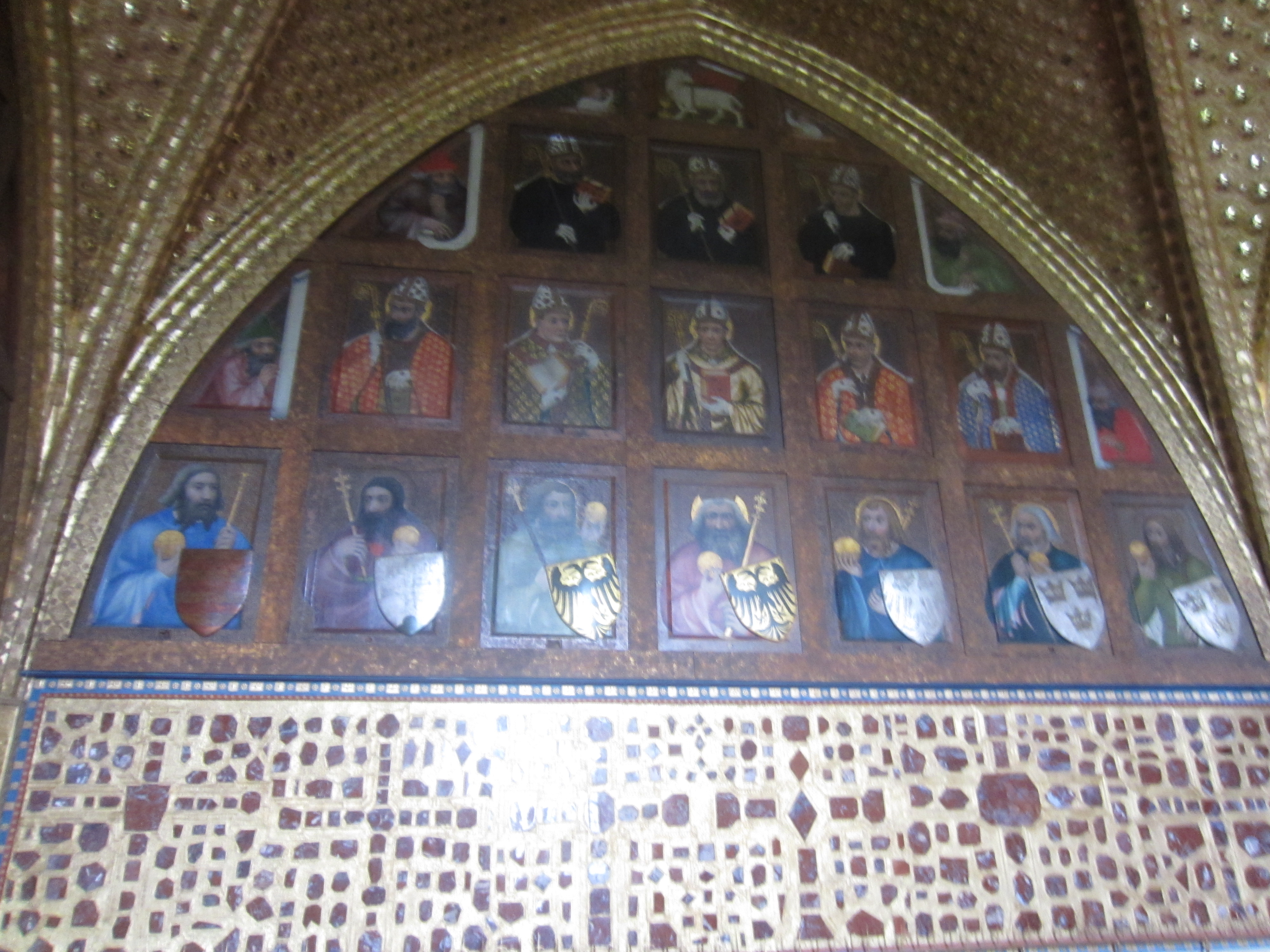
Výzdoba stěn kaple

Výzdoba kaple sv. Kříže spočívá v ušlechtilém spojení dvou ideologických hodnot Karla IV., tedy oslavy říše a vládnoucího císaře společně s mocí duchovní prostřednictvím kosmologie a teologie. Motivy, které nacházíme v dnešní podobě kaple, pocházejí z katedrál ze západu a jsou jakýmsi duchem duchovní literatury, již měl sám císař v oblibě. Celá výzdoba proto spočívá v dokonale promyšleném systému.
Architektonická kompozice takřka mizí v množství zlacení a důležitou úlohu přejímá plocha stěn, jež je od shora až k soklu inkrustována velmi živým, zlatým nebo barevným, obkladem. Na prsou klenby ve východním a západním klenebním poli jsou umístěny zlatý terč slunce a stříbrný měsíc a ve středech dalších zbytek tehdy známých planet. Do klenby a okenních záklenků jsou vykryté desítky hvězd, jež představují nebeskou sféru, kde přebývá Bůh. Velmi mělká štítová pole, šplhající až k výběhům klenebních žeber, zaplňují po obvodu kaple deskové obrazy, představující obyvatele nebes.
Představu nebeského Jeruzaléma dále doplňuje podoba Krista-dítěte, který zachycuje obraz: triptych Tommase z Modeny – Madona s Ježíškem, nacházející se nad oltářním výklenkem. Za strážce Ježíška jsou zde zvoleni svatý Václav a svatý Palmacius. Další obraz znázorňuje Krista Trpitele v podobě boha-člověka a postranní obrazy Anděly a tři Marie u hrobu, jež figurují jako svědkové zmrtvýchvstání. K obrazům Krista jsou na oltářní stěny připojeny taky obrazy dvanácti apoštolů. Tato hlavní stěna tvořila dokonale promyšlený celek, kde nechyběl ani apokalyptický drak, jehož zbytky byly ve skrýši pod oltářem nalezeny.
Na stěnu kaple byl také zavěšen Rolandův roh, jenž měl ohlašovat poslední soud a nad oltářem v průčelní stěně presbyteria byl vybudován pravoúhlý výklenek, do něhož byly vloženy říšské korunovační klenoty, feudální odznaky císařského majestátu Karlova a také symboly jeho funkce spolunáměstka Kristova na zemi.
Spojení nebeské a pozemské sféry je v kapli sv. Kříže uloženo v průsvitnému drahokamu a křišťálu v podobě velkých a oble vybroušených kamenů zavěšených ve vrcholu zlacené mříže, oddělující výjimečně přístupnou severní část presbyteria od vstupní části – lodi. Okna byla tvořena valounky křišťálů, zasazenými do okenních vitráží a společně se svíčkami po obvodu vytvářela nádherné světelné efekty.
Výzdoba západní stěny vycházela z představy císaře, Na severní půli se nachází pojetí apokalyptického Boha – mohutná božská postava sedící na zlatém trůně obklopená anděly. V dolní části obrazu se nachází sedm hlav moudrosti a symboly čtyř evangelistů (lev, býk, orel, anděl). Dalším výjevem je Klanění čtyřiadvaceti starců na severní polovině okenního záklenku. Obdobou těchto dvou obrazů je malba severovýchodního okenního výklenku, která představuje očekávání spasitele. Výjevy jako Zvěstování, Navštívení Panny Marie a Klanění tří králů.
Poslední, jihovýchodní nika, je věnována některým svědkům pozemského života Krista a jeho vyznavačům, tedy Maří Magdaléně, Martě a jejímu bratru Lazarovi. Dále je zde vyobrazen Kristus v Betánii, Kristus na večeři v domě Šimonově, Vzkříšení Lazara a Setkání Maří Magdalény se zmrtvýchvstalým Kristem.